# Bugchasing
El bugchasing (en español: persecución del bicho) es una forma de barebacking en la que, generalmente, hombres homosexuales  buscan tener relaciones sexuales sin protección con individuos infectados por el VIH con la intención de contraer el virus. Los individuos que participan en esta actividad se llaman bugchasers, mientras que las personas que tienen el VIH y deciden contagiar al bugchaser reciben el nombre de giftgivers (literalmente, "regaladores"). El bugchasing es una forma de autolesión. El término proviene de la jerga empleada por algunos miembros de la comunidad LGBT, ya que el VIH recibe el nombre de "el bicho" o "el bichito" en algunas comunidades.
Los bugchasers alegan muchas razones diferentes por las que deciden practicar esta actividad. Algunos de ellos alegan hacerlo por la emoción y la intimidad de una actividad tan peligrosa, es decir, que no tienen un deseo explícito de contraer el VIH. Algunos investigadores sugieren que este comportamiento puede originarse en el "deseo a resistir la moral y norma heterosexual dominante en la sociedad".
Algunas personas perciben el bugchasing como una actividad "intensamente erótica" y perciben el acto como infectarse mediante "la follada de la muerte" como el "tabú definitivo, el acto sexual más extremo de todos". Por otra parte, muchas personas que no tienen el virus y tienen una relación con alguien infectado persiguen la infección porque es la única manera mediante la cual garantizar la supervivencia de esta relación, especialmente cuando la persona que tiene VIH en la relación quiere terminarla para evitar infectar a la persona que no tiene el virus.

## Descripción
Los bugchasers buscan compañeros con VIH positivo con el propósito de tener barebacking o sexo sin preservativo y convertirse en un VIH positivo. Los gift givers son individuos con VIH positivo que se prestan a donar su virus a quien desee recibirlo.
Los bugchasers dicen tener varias razones para esta práctica. Algunos dicen realizar esta actividad para buscar la emoción inherente en esta práctica, pero no con el deseo implícito de contraer el VIH. Algunos investigadores sugieren que el comportamiento puede deberse a una «resistencia a las normas y costumbres heterosexuales dominantes» debido a una respuesta defensiva por los gays para repudiar la estigmatización y el rechazo de la sociedad.
Otras personas consideran el bugchasing algo como «intensamente erótico» y el acto de estar siendo infectados es para ellos como el «último tabú, el más extremo acto sexual que existe». También se sabe que alguien con VIH negativo y que está en una relación con alguien que es VIH positivo, buscan la infección como una manera de «fortalecer» la relación, sobre todo cuando la pareja con VIH positivo podría romper la relación por el motivo de que está evitando el contagio a su pareja con VIH negativo.
Algunos sostienen que este comportamiento se debe a sentimientos de inevitabilidad hacia el VIH por parte de la comunidad gay y su fortalecimiento a través de la elección del contagio del virus por cuenta propia. Otros han sugerido que algunas personas que se sienten solas, buscan un apoyo en comunidades o fundaciones que apoyan a las personas con SIDA. Para muchos, simplemente es una forma de suicidio.
Por diseño, la práctica del bugchasing implica relaciones sexuales sin protección, pero los que están a favor del bareback o sexo sin protección no son necesariamente bugchasers. La diferencia radica en la intención:

En la revisión de los casos inéditos publicados de bugchasing, así como especulaciones generales de salud, un tema común aparece: la comparación de grupos bug chasers con barebackers. Aunque estos dos grupos comparten algunas prácticas similares, como el coito anal sin protección (UAI), hay distinciones que diferencian a los que realizan el bugchasing... aunque por definición todo bug chaser es un barebacker, pero no todo barebacker es un bug chaser.

En términos simples, los bugchasers se involucran en relaciones sexuales sin protección porque desean la posibilidad de infección y buscan socios que tengan el VIH para causar la infección. En cambio los barebackers se involucran en relaciones sexuales sin protección, ya que buscan sentir placer, pero en general se esfuerzan por evitar el contagio de enfermedades de transmisión sexual. Mientras que la actividad en sí es la misma para ambos grupos, no comparten la misma psicología. Los barebackers conceptualmente tienen la misma motivación que las parejas heterosexuales que utilizan métodos anticonceptivos de tipo «no-bloqueo» (buscan el mayor disfrute del sexo) y que tengan una preferencia en contra del uso del preservativo no implica de por sí un desprecio por la salud sexual.

## Investigación
Durante la última década, los investigadores han tratado de documentar, explicar y darle una solución al bugchasing. Los doctores DeAnn Gauthier y Craig Forsyth escriben el primer artículo académico en 1999. Ellos exploraron una tendencia emergente en el mundo gay que evitaban los condones, y el desarrollo de una subcultura bareback. También observaron a través de su investigación que algunos barebackers si estaban en busca de contagiarse con VIH.
El doctor Richard Tewksbury fue uno de los primeros investigadores en encontrar pruebas reales de bugchasing «en línea» donde los bugchasers usan Internet para buscar parejas con VIH. En su investigación más reciente, concluyó tras un profundo análisis, que los bugchasers y los gift givers se asemejan en sus comportamientos, actitudes y demografía.
Por su lado, los doctores Cristiano Grov y Jeffrey T. Parsons en una investigación del año 2006, utilizando los perfiles de 1228 bugchasers hombres en la Red de redes, habiendo logrado identificar seis subconjuntos de bugchasers y gift givers:
1. El «committed bugchaser» o «bugchaser comprometido» es aquel que incluye a hombres que indicaron ser VIH negativos y buscan parejas VIH positivo. De los bugchasers comprometidos que indicaron una posición sexual deseada en particular, un 62,2 % prefería sexo anal siendo el sujeto pasivo o receptivo. Sólo el 7,5 % de la muestra fueron clasificados como bugchasers comprometidos.
2. El «opportunistic bugchaser» o «bugchaser oportunista», corresponden a hombres VIH-negativo, e indicaban que el estado de su pareja VIH no les importaba. La mayoría de estos hombres eran versátiles, 43,6 % practicaban sexo anal pasiva y activamente, y 46,3 % sólo una de las dos formas. En total, el 12,1 % de la muestra fueron bugchaser oportunistas.
3. El «committed gift giver» o «gift giver comprometido» incluyó a hombres que eran VIH-positivos que buscaban una pareja VIH-negativas. Cabe destacar que sólo cinco hombres del total de la muestra (1228 hombres) cayeron en esta categoría.
4. El «opportunistic gift giver» o «gift giver oportunista» incluyó a hombres que indicaron ser VIH-positivos y a pesar de tener pareja no les importaba tener relaciones con algún VIH-negativo. La mayoría de estos hombres (61,8 %) eran tanto activo como pasivo. Los gift giver oportunistas comprendían el 26 % de la muestra.
5. El «serosorter», aunque todos los hombres estudiados por los doctores Grov y Parsons decían en sus perfiles en internet que eran o gift givers o bugchasers, el comportamiento no siempre coincidía con la identidad de un gift giver o  bugchaser. Algunos hombres VIH-positivo (8,5 % de la muestra) indicaban preferencia por otros hombres VIH-positivo. Mientras que algunos hombres VIH-negativo (12,5 %) indicaron su preferencia por hombres VIH-negativo. Aunque habían dicho que eran gift givers o bugchasers, estos hombres estaban clasificando a sus potenciales amantes de acuerdo a su estatus de VIH, buscando quienes tuviesen uno igual.
6. El «bugchaser o gift giver ambiguo» incluía hombres que señalaban que no sabían su situación como VIH por lo que era difícil determinar si estaban buscando ser bugchasers o gift givers. Esta categoría era el 16,3 % de la muestra.

En resumen, los doctores Christian Grov y Jeffrey T. Parsons llegaron a la conclusión que el bugchasing y gift giving podía suceder entre un grupo muy pequeño de individuos. Además su investigación mostró que había variaciones sustanciales sobre la intención de propagar el VIH (con algunos que no tenían intención de propagarlo) entre quienes indicaban que eran gift givers o bugchasers.
El doctor Mark Blechner halló que algunos bugchasers eran solitarios y aislados, y veían el VIH como un camino para convertirse en parte de una comunidad que obtenía comprensión y cuidados de la gente. Otros bugchasers se sentían abrumados por la ansiedad de contraer el VIH que pensaban sería un alivio de la ansiedad por convertirse en VIH-positivo y «superarlo». Y más recientemente el doctor David Moskowitz, la doctora Catriona MacLeod y doctor Michael Roloff intentaron explicar cuantitativamente por qué los bugchasers buscaban contagiarse con VIH. Afirmaban que estos individuos que buscan el VIH son probablemente adictos al sexo. Estos individuos han agotado la excitación que obtenían antes de otras conductas sexuales de riesgo y ahora se introducían en el bugchasing para conseguir esa excitación centrada en el riesgo.
El doctor Bruce D. LeBlanc, en el año 2007 realizó un profundo estudio que incluía una encuesta a un grupo de bugchasers y sus respuestas, este fue uno de los primeros estudios en incluir respuestas directas de este grupo. Sus hallazgos cuestionan el «sentido común» y los hallazgos de las investigaciones anteriores sobre los bugchasers. Analizando las motivaciones psicológicas y sociales para buscar el VIH la respuesta más frecuente era que los individuos no podían identificar un factor psicológico (como proceso de pensamiento personal) o social (interacciones con otras personas) para buscar el VIH. Buscando una motivación para buscar infectarse la respuesta más frecuente era que se veía el hecho de contagiarse como emocionante, excitante o erótico, además de ver el semen desde un punto similar. Pocas contestaciones identificaron el hecho de «superarlo» como un factor para hacerlo. También concluyó que hay una parte de estos grupos que busca una identificación con ser parte de la «comunidad» o de «hermandad». Otras variables estudiadas incluían el encontrar amantes, las conductas sexuales llevadas a cabo mientras se buscaba la infección, la media de parejas sexuales, el tiempo por el que buscarían infectarse y sucesos que les cambiaba la vida si tenían éxito en contagiarse con VIH.
Los hombres homosexuales y las personas trans tienen un porcentaje más elevado de SIDA-VIH que el resto de población (hasta 44 veces más en Estados Unidos).

## Respuesta médica
Recientemente, el bugchasing se ha tomado más en serio por los organismos encargados de la salud, como los Centros para el Control y Prevención de Enfermedades, donde se realizó un taller sobre el tema, organizado por el doctor Michael Graydon de la Universidad de Carleton, Ottawa, en la Conferencia de Prevención de STD en el año 2004.

## Elbugchasingen los medios
Tanto el fenómeno del bugchasing como el giftgiving han ganado más cobertura y notoriedad luego de que la revista impresa Rolling Stone lo mencionara en un artículo del año 2003 publicado por un periodista freelance, Gregory Freeman, titulado «bugchasers: The men who long to be HIV+» («bugchasers: hombres que aspiran a ser VIH+»). El artículo citaba al director de servicios de salud de San Francisco, el Dr. Bob Cabaj, diciendo que hasta el veinticinco por ciento de las nuevas infecciones de VIH al año (cerca de diez mil personas) eran de hombres que lo habían contraído a propósito. Cabaj negó que dichas citas las haya dicho, pero de todas formas Rolling Stone está atrás de esta historia.
El doctor Marshall Forstein, director médico del hospital psiquiátrico de Fenway Community Health de Boston, dijo que la clínica atiende regularmente a bugchasers y advirtió que la cantidad de esto ha ido aumentando en el tiempo. Él dijo además que el reportaje de la Rolling Stone fue un «completo invento», pero a la vez dijo que algo había de cierto. Steven Weinstein, entonces editor del New York Blade, un periódico de tipo gay, llamó al artículo «poco cierto» y lo atribuyó al editor de la Rolling Stone (sin dar nombre) que quería hacer un reportage vago y egoísta.
El artículo Human Rights Campaign pone en alerta a sus miembros para que realicen una «Protesta a la revista Rolling Stone por fomentar un bugchasing irresponsable»" Muchos expertos han criticado el uso de estas cifras por parte de organizaciones conservadoras con las minorías sexuales, por ejemplo, la Traditional Values Coalition utilizó el artículo para instar a los Centros para el Control de Enfermedades para reducir su financiación para el SIDA.
El escritor y director de cine Daniel Bort hizo en el año 2003 una película corta llamada bugchaser, la cual fue premiada en el decimosexta Festival de Cine Gay y Lésbico de Austin en Texas y fue mostrada principalmente en clubs de sexo como clubs swinger de New York. En una entrevista con la Austin Chronicle, él explicaba: «Las declaraciones de una serie de formas de actuar aparentemente sin sentido de estas personas... me afectaron tremendamente. Tuve que averiguar las razones de porqué tales individuos buscarían el suicidio de esta forma casi simbólica». En el festival de Austin, la película fue acompañada del documental The Gift hecho por Louise Hogarth.
Ricky Dyer, un VIH+, investigó el fenómeno del bugchasing para un programa de la BBC el 2006 llamado «Adoro ser VIH+», dijo con un aire de complacencia que existe cierto gusto en vivir con el virus y este sería uno de los factores del porqué las tasas de infección han ido en aumento.
Sin embargo, la BBC también describió el bugchasing más como una fantasía que una realidad de Internet, diciendo que «Dyer concluye que la inmensa mayoría de la charla es pura fantasía». El artículo también cita a Will Nutland, director del área de salud de Terrence Higgins Trust, diciendo: "Los conceptos de gift giving y bugchasers definitivamente están más basados en la fantasía de la realidad», así como Deborah Jack, director ejecutivo del Fondo Nacional del SIDA dice: «Hay muy pocas pruebas de que las personas traten de infectarse con el VIH».
En la serie de showtime Queer as Folk un exalumno del profesor Ben Bruckner preguntó a Ben si le interesaba infectarlo con VIH, ya que deseaba experimentar «el regalo». Ben se niega y escribe una novela sobre el incidente en donde Ben preguntó por «poz his neg ass» (forma coloquial de decir "convertir su culo negativo a VIH positivo»).
En la serie de NBC ER, en la temporada 7, episodio 13, el Dr. Malucci trata a un hombre gay que quiere contraer el VIH de su pareja positiva. Malucci le pregunta al paciente con VIH «si está practicando bugchasing».

## Elbugchasingcomo posible parafilia
Tras el descubrimiento de este fenómeno social y la opinión pública sobre ello, se cree que el comportamiento de los individuos asemeja una parafilia. Una parafilia (del griego παρά, pará: ‘al margen de’, y φιλία, filía: ‘amor’) es un patrón de comportamiento sexual en el que la fuente predominante de placer no se encuentra en la cópula, sino en alguna otra cosa o actividad que lo acompaña. Suelen, aunque no necesariamente, suceder principalmente porque la persona que las practica ya ha tenido una cantidad muy elevada de placer sexual, que llega un momento en que lo poco no la satisface y quiere más y más de aquella actividad para sentir el orgasmo o excitarse. (Ver adicción)
En 1987 la Asociación Estadounidense de Psiquiatría (American Psychiatric Association) eliminó el término «perversión» del DSM y de la terminología psiquiátrica mundial, usándose ahora «parafilias».

## Criminalización
El contagio intencionado de VIH es un acto que puede ser considerado explícitamente como delito dentro del ordenamiento jurídico de algunos países. Mientras que en algunas legislaciones, se aplican figuras legales como el cuasidelito de lesiones para condenar aquellos casos que han sido llevados a la justicia sobre casos de infecciones de VIH, donde en el caso del bugchasing, se debe demostrar la ausencia de dolo, debido a la voluntariedad de quien desea adquirir el virus.

## Cultura popular
Películas
- Bugchaser en Internet Movie Database (en inglés).